# دوبرلوغ-كيرشهاين
دوبرلوغ كيرشهاين (بالألمانية: Doberlug-Kirchhain) هي مدينة وبلدة ألمانية تقع في ألمانيا في براندنبورغ. يقدر عدد سكانها بـ 9,764 نسمة .

## المدن التوأمة
مدن همر وكيرشهاين هي مدن توأمة لـدوبرلوغ كيرشهاين.

## أعلام
- هرمان ويلهلم فوغل